# Hino Dutro
Le Hino Dutro (日野デュトロ) est un camion commercial léger fabriqué par Hino Motors. Comme le Dyna et son jumeau Toyoace, le Dutro est construit sur la plate-forme U300 pour la cabine standard, ou sur la plate-forme U400 pour la cabine large et proposé dans de nombreux types de châssis différents adaptés à différents usages. Le Dutro succède l'ancien Ranger 2 (et Ranger 3). En dehors du Japon, il est également connu sous le nom de «Série 300». En Amérique du Nord, il est commercialisé sous le nom de «Série M» depuis l'année modèle 2021. 
Pour le marché d'exportation, le Dutro est vendu en Australie, au Chili , en Colombie, en Indonésie, en Malaisie, aux Philippines, en Thaïlande, au Sri Lanka et dans d'autres pays d'Amérique latine. En 2008, le Dutro était disponible au Canada sous le nom de «Hino 155». Les modèles canadiens sont fabriqués à Woodstock, en Ontario, à partir de kits CKD importés du Japon. 
Les modèles latino-américains sont construits à Cota (Cundinamarca), en Colombie, par Hino Motor Manufacturing Colombia. Sur certains de ces marchés, cependant, les camions sont importés du Japon déjà assemblés. Une nouvelle usine d'assemblage est située dans la ville de Cota, en Colombie, construite et financée par deux partenaires: une entreprise locale et le groupe Toyota, propriétaire majoritaire de la filiale Hino et de la marque,.